# Юзеф Яблоновський
Юзеф Александер Яблоновський (пол. Józef Aleksander Jabłonowski, 4 лютого 1711 — 1 березня 1777) — польський магнат, державний діяч Корони Польської в Речі Посполитій. Князь Священної Римської імперії з 16 квітня 1743 р.

## З життєпису
Походив з впливового роду Яблоновських гербу Прус ІІІ. Народився 4 лютого 1711 року в Тихомлі на Волині, син хорунжого великого коронного Александра Яна Яблоновського і Теофіли, доньки гетьмана польного коронного Миколая Єроніма Сенявського.
Виховувався вдома під керівництвом ксьондза Аньола Остроруга, потім — єзуїта Купіньского і, в кінцевому підсумку, — вченого Ігнація Конарского (монаха-піяра).
У 1729—1731 роках подорожував Францією, Італією, Німеччиною, Голландією та Англією. Був прихильником союзу з Францією.
12 червня 1737 року подав скаргу до Житомирського гродського суду на єврейський кагал міста Острога у зв'язку з тим, що цей кагал, розділяючи податок на євреїв, вимагав його сплати і від корсунських євреїв. Але Яблоновський запевняв, що вони в місті вже не жили, оскільки ще 2 березня 1734 року гайдамаки напали вночі на Корсунь і, заставши євреїв, які жили там, 27 людей убили. Решта євреїв, які врятувалися, виїхали у Полісся та на 1737 рік жоден єврей не жив у Корсуні, а були там лише євреї-орендарі з інших кагалом, які податок віддавали до своїх кагалом. Через це домагання Острозького кагалу Яблоновський вважав безпідставними.
Напередодні Барської конфедерації у 1768 році виїхав до Саксонії, де продовжував цікавитися конфедератським рухом. Допомагав конфедератам грошима, 9 травня 1771 року офіційно оголосив про приєднання до Барської конфедерації, однак із застереженням, що не буде вести ніяких дій проти Франції. Після занепаду конфедерації і першого поділу Польщі відмовився від статусу сенатора, щоб не бути причетним до знищення польської державності.
Як публіцист, протестував проти поділу Польщі. Після цього відійшов від політичного життя, перед виїздлом за кордон передав урядування маєтками в руки братанка — Антонія Барнаби Яблоновського. Осів у Лейпцигу, купив там палац у місті і маєтки під містом, які назвав «Яблоновбурґ». Весь свій час він повністю присвятив науці, оточив себе колом вчених, здебільшого професорами Лейпцізького університету.
Ю. А. Яблоновський писав поеми та релігійні твори, працював над спрощенням монети, займався геральдикою, тригонометрією, географією, астрономією та історією. Підтримував стосунки з вченими та бібліографами, зокрема, Х. Ролліном (Ролланом), Бартельмі, де Польмі д'Арґенсоном, М. Енненом, Станіславом Конарским, Каспером Нєсєцким, А. Вісьнєвским, єпископом Залуским.
Був похований в каплиці у Пляйссенбурґу.

### Посади
Воєвода новогрудський (1755—1773 р.), староста буський, звенигородський, вовпенський, раканциський, лаварицький. 1723—1759 р. — хорунжий великий коронний, староста корсунський. 1744–1755 рр. — стольник великий литовський.

### Творчість
Серед його творів найбільш відомим є «Імперія сарматів», «Геральдіка». Також надавав опис замків та каплиць Речі Посполитої, твори з історичних подій держави, займався історією власної родини.

### Меценат, власність
Фінансував видавництва у Польщі, зокрема, «Acta litteraria» Мітцлєра де Колоффа.
Був ініціатором та меценатом атласу «Carte de la Pologne: Divisée par provinces et palatinats et subdivisée par districts, construite d'après quantité d arpentages d observations, et de mesures prises sur les lieux» (Карти Польщі з її провінціями, воєводствами, землями і регіонами)авторства Джованні Антоніо Рицци Занноні. Атлас складався з 21 карти. Це перший детальний й великомасштабний атлас Польщі до її поділів у 1772, 1793 і 1795 рр.. Карти атласу охоплюють територію сучасної України, Польщі, Литви, Білорусі та західних районів Росії. Карти гравіровані та ілюміновані від руки..
Допомагав діяльності Мацея Доґєля. Купив у 1753 р. велику збірку книг Даніеля Зальтена (202 позиції, каталог виданий у Кеніґсберґу 1751 р.). Сприяв виданню каталогів власних бібліотек у Ляхівцях, Яблунові, Підгірцях. 17 лютого 1774 року при підтримці саксонського курфюрста Фрідріха Августа Яблоновський створив наукове товариство «Союз Яблоновіана» («Societas Jablonoviana») в Ляйпциґу. У ньому проводилися щорічні конкурси на призначення нагород авторам праць з математики, економіки та історії. «Союз Яблоновіана» існував до 1939 року.
Сприяв діяльності підданого — «хлопа» з Підгірців, поета, гуманіста Єжи Кароля Скопа. Як буський староста сприяв фортифікуванню міста згідно з планами діда, створив міський («ґродський») архів. Сприяв: відновл замку в Новогрудку, здобленню резиденцій в Підгірцях, Яблунові Королівському та Яблунові Литовському, Ксьонжечині, Старому Дворі, Прусові, юридиці в Гродно і найкращій — у Ляхівцях. З багатьох фундушів треба відзначити для костелів у Ляхівцях (дідичне володіння), Буську, обидвох Яблуновах, шпиталів у Ляхівцях та Завалові.
Кошти для меценатства, подорожей отримував з власних маєтків, які складались з успадкованих після батьків (Яблунівський та Ляхівецький ключі, маєтків на Покутті, в Перемиській та Лівській землях), доходів зі староств Буського, Корсуньського, Лаварийського, Раканцинського, Оникштанського, Новогрудського воєводства, куплених ним маєтків: Стшалківка, Березниця, Старий Двірець, Ридки, Ричулковець, міст Корничі, Чарноліс (з пієтетом зберіг дім поета Яна Кохановского).

### Родина
Першою дружиною була княжна Кароліна Тереза Радзивілл (1707—1765; померла у Сторонибабах) — удова гетьмана військ литовських Казимира Сапеги. Діти:
- Теофіла Стшежислава — барська конфедератка, дружина коронного крайчого Юзефа Сапеги
- Анна Доброгнєва — дружина краківського каштеляна Мацея Лянцкороньского.

Пасербиця Анна Сапіжанка (Яблоновська) — брацлавська воєводина — відома «пані на Коцьку та Семятичі».
Друга дружина — княжна Франциска Вікторія Воронецька (1742—1827). Вона 1783 року взамін забраних до скарбниці соляних копалень в Яблунівських маєтках отримала Красне. Син — Август Доброґост Станіслав Вольфганґ Жеґота.